# 中屋一博
中屋 一博（なかや かずひろ、1947年（昭和22年）4月3日 - ）は、日本の政治家。元富山県滑川市長（2期）。元滑川市議会議員（4期）。

## 来歴
富山県立滑川高等学校卒業。現在同窓会長をつとめる。
滑川市議会議員を4期務める。
- 2002年（平成14年）、自民党分裂選挙となった滑川市長選挙で保守系無所属で立候補し自民党推薦の現職を破り初当選。2月23日、市長就任。
- 2006年（平成18年）の滑川市長選挙で無投票で再選。
- 2010年（平成22年）、自民党分裂選挙となった市長選にオール与党で臨んだが、前々回市長選で破った澤田系で保守系無所属新人の元滑川市議会議長の上田昌孝に敗れ退任。
- 2014年（平成26年）、自民党が3分裂する市長選に立候補するも現職の上田、自民党推薦の久保に敗れ復職ならず。

## 市長選の結果
2002年滑川市長選挙
2002年（平成14年）2月10日執行。市議会議長上田昌孝が推す現職で5期目を目指した自民党推薦の沢田寿朗（1926年1月2日〜）を破り、初当選を果たした。
※当日有権者数：26,644人 最終投票率：73.24%（前回比：pts）
| 候補者名 | 年齢 | 所属党派 | 新旧別 | 得票数   | 得票率 | 推薦・支持 |
| -------- | ---- | -------- | ------ | -------- | ------ | ---------- |
| 中屋一博 | 54   | 無所属   | 新     | 11,336票 | 58.09% |            |
| 沢田寿朗 | 76   | 無所属   | 現     | 8,178票  | 41.91% | 自由民主党 |

2006年滑川市長選挙
2006年（平成18年）2月5日執行。1月29日の告示日に立候補の届け出が中屋しかいなかったため、無投票で再選。
2010年滑川市長選挙
2010年（平成22年）2月14日執行。民主党・自民党・国民新党の推薦と連合富山の支持を得たが、新人で市議会議長の上田昌孝に敗れ三選ならず。
※当日有権者数：27,301人 最終投票率：65.85%（前回比：pts）
| 候補者名 | 年齢 | 所属党派 | 新旧別 | 得票数  | 得票率 | 推薦・支持                                        |
| -------- | ---- | -------- | ------ | ------- | ------ | ------------------------------------------------- |
| 上田昌孝 | 66   | 無所属   | 新     | 9,884票 | 55.52% |                                                   |
| 中屋一博 | 62   | 無所属   | 現     | 7,918票 | 44.48% | （推薦）民主党・自民党・国民新党 （支持）連合富山 |

2014年滑川市長選挙
2014年（平成26年）2月9日執行。現職の上田に敗れ、更に自民推薦の久保真人の
票も下回り復職ならず、。
※当日有権者数：27,083人 最終投票率：64.70%（前回比：-1.15pts）
| 候補者名 | 年齢 | 所属党派 | 新旧別 | 得票数  | 得票率 | 推薦・支持     |
| -------- | ---- | -------- | ------ | ------- | ------ | -------------- |
| 上田昌孝 | 70   | 無所属   | 現     | 9,395票 | 54.11% |                |
| 久保真人 | 59   | 無所属   | 新     | 4,164票 | 23.98% | （推薦）自民党 |
| 中屋一博 | 66   | 無所属   | 元     | 3,805票 | 21.91% |                |